# 聖ニコラウスの聖別
『聖ニコラウスの聖別』（せいニコラウスのせいべつ、伊: La consacrazione di San Nicola, 英: The Consecration of Saint Nicholas）は、ルネサンス期のヴェネツィア派の画家パオロ・ヴェロネーゼが1562年に制作した宗教画である。油彩。キリスト教の聖人であるミュラの聖ニコラウスのエピソードから採られている。マントヴァ県サン・ベネデット・ポーにあるベネディクト会サン・ベネデット・イン・ポリローネ修道院の聖ニコラウス礼拝堂の祭壇画として制作された。現在はロンドンのナショナル・ギャラリーに所蔵されている。

## 主題
聖ニコラウスは4世紀の人物で、小アジア南西部のリュキア地方にあった古代都市ミュラの司教であった。ヤコブス・デ・ウォラギネの『黄金伝説』は、ミュラで新しい司教が選出される前夜に、ニコラウスという名前の敬虔な若者が神に選ばれ、朝一番に大聖堂の扉に現れるだろうという声が聞こえたという話を伝えている。聖ニコラウスは若く貧しい女性たちに密かに持参金を贈ったという伝説からサンタクロースの原型になったと考えられていることでも知られる。聖ニコラウスの遺骨は1087年にミュラからイタリアのバーリに運ばれ、現在もその地に残されている。

## 制作経緯

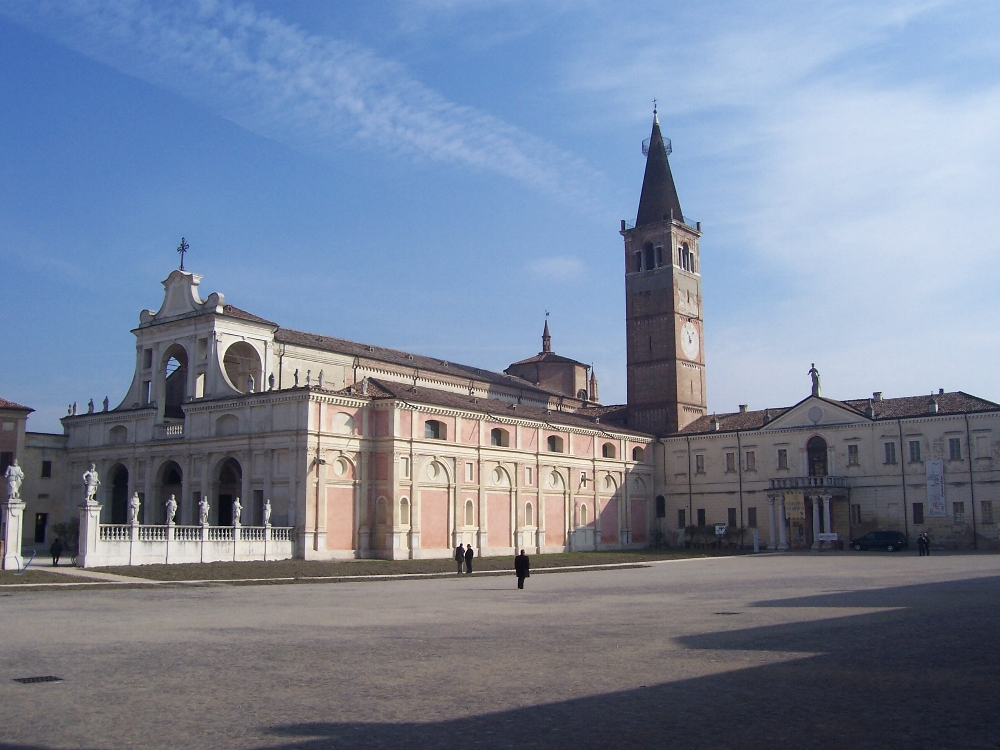
サン・ベネデット・イン・ポリローネ修道院のファサード。

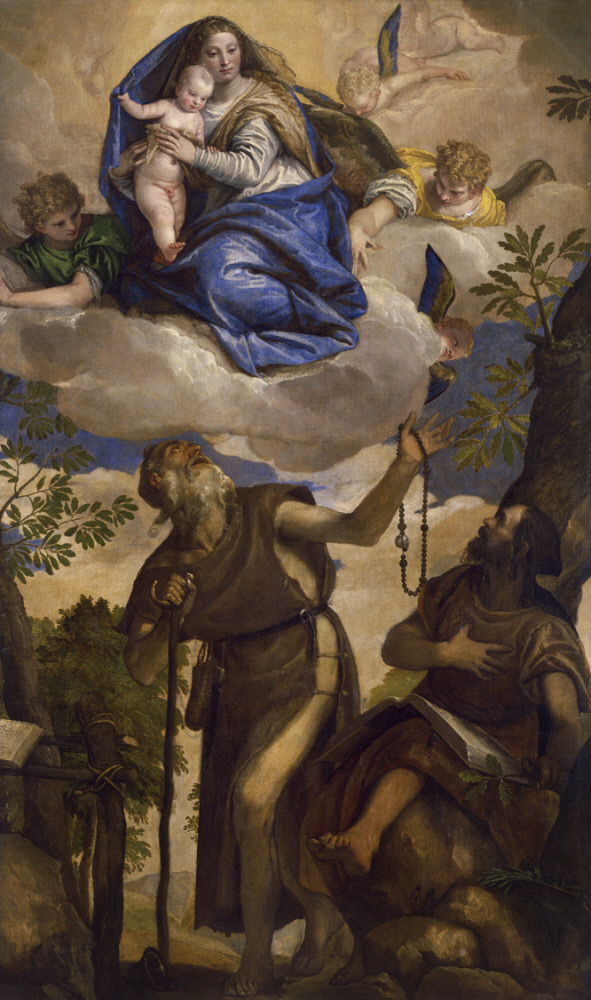
ヴェロネーゼの『修道院長聖アントニウスと隠修士聖パウロスの前に現れる聖母子』。1562年。クライスラー美術館所蔵。

サン・ベネデット・イン・ポリローネ修道院は1007年にテダルド・ディ・カノッサによって、ポー川とリローネ川の間にあった交通上の要衝の地の半分をベネディクト会に寄付することで設立された歴史ある修道院である。16世紀に修道院を再建するうえで非常に重要な役割を果たしたのは、人文主義者であり法学者であった修道院長グレゴリオ・コルテーゼで、1540年にジュリオ・ロマーノに修道院の改修を依頼し、周辺地域で活躍していた芸術家たちを招聘した。その後、修道院の再建が終わると、1561年12月27日、修道院長アンドレア・パンプーサ・ダ・アソラ（Andrea Pampusa da Asola）によって、ヴェロネーゼにミュラの聖ニコラウス、修道院長聖アントニウス、聖ヒエロニムスの生涯に取材した3点の祭壇画が発注された。発注に関する記録文書には、入手可能な最高の色彩で祭壇画を描くことやヴェロネーゼへの報酬が明記されている。ヴェロネーゼはこの発注により『聖ニコラウスの聖別』、『修道院長聖アントニウスと隠修士聖パウロスの前に現れる聖母子』（La Vergine e il Bambino con angeli Apparendo ai Santi Antonio Abate e Paolo, l'Eremita）、『栄光の聖母子と聖ヒエロニムス』（La Vergine e il Bambino in gloria con San Girolamo）を制作したが、正式な契約が結ばれる以前に作業を開始したか、驚くべき速さで作業したかのどちらかにより、3点の祭壇画をわずか3か月で完成させ、1562年3月30日に報酬を受け取った。

## 作品
ヴェロネーゼはミュラの大聖堂の入口でひざまずく若き日の聖ニコラウスとその聖別を行う大司教を描いている。聖ニコラウスはエメラルドグリーンのローブをまとい、画面中央下で恭しくひざまづき、両腕を胸の前で交差させながら大司教を見上げている。その両脇には2人の白いサープリスを着た年長の司祭が立っている。聖ニコラスウのすぐ後ろの司祭はおそらくヴェロネーゼに祭壇画を発注した修道院長の肖像画である。画面上部では聖ニコラウスが神に選ばれたことを証明するため、天使が司教冠ミトラ、ストラ、司教杖を持って降臨している。この光景を目撃する人物たちのうち2人は頭部にターバンを巻いており、この出来事が東方の小アジアで起きたことを示している。
本作品は聖ニコラウスの聖別の場面を描いたほとんど唯一の絵画である。この主題は司祭職の使命と司教に属する神の権威の重要性を説明するために選ばれたらしい。
聖ニコラウスは深いV字型に配置された人物群の最も低い地点でひざまずいている。聖ニコラウスのローブの緑はピンク、青、白とともに画面に繰り返し配置され、豊かな色彩のパターンを作り出し、構図の周囲に鑑賞者の視線を引き付ける。ヴェロネーゼの筆遣いは繊細で、高位の司教の肩を覆う金色の布地を細やかな筆遣いで表現し、最前景に立つ司祭の明るく照らされた白いローブの繊細なひだを白と灰色の縞模様で際立たせている。
ジュリオ・ロマーノが設計したと思われるオリジナルの祭壇額は失われている。

## 来歴
完成した祭壇画はその数年後、ジョルジョ・ヴァザーリによって同修道院の最高の絵画と評された。しかし祭壇画は1797年にフランス軍がマントヴァを占領すると、ナポレオンの命令で修道院から運び出され、売却された。1811年に英国美術振興協会の理事らによって購入され、1826年にナショナル・ギャラリーに寄贈された。他の2点のうち『隠修士の修道院長聖アントニウスと聖パウロの前に現れる聖母子』は現在バージニア州ノーフォークのクライスラー美術館に所蔵されている。『栄光の聖母子と聖ヒエロニムス』は1836年に火災により焼失した。2014年3月19日から6月15日にかけてナショナル・ギャラリーで開催された展覧会「ヴェロネーゼ：ルネサンスのヴェネツィアの壮麗さ」（Veronese: Magnificence in Renaissance Venice）において、『聖ニコラウスの聖別』と『隠修士の修道院長聖アントニウスと聖パウロの前に現れる聖母子』は18世紀以来2度目となる同時展示が実現した。